# Heterarthrinae
Heterarthrinae – podrodzina błonkówek z podrzędu rośliniarek i rodziny pilarzowatych.
Należy tu około 40 rodzajów, zgrupowanych w 3 plemionach: 
- Caliroini Benson, 1938
- Fenusini MacGillivray, 1906
- Heterarthrini Stephens, 1835.

Są to małe i zwykle czarno ubarwione rośliniarki. Cechy charakterystyczne tej podrodziny obejmują głównie użyłkowanie przednich skrzydeł. Żyłka medialna jest wyraźnie rozbieżna względem żyłki 1m-cu oraz łączy się żyłką Sc+R w miejscu jej połączenia z żyłką Rs+M lub w pobliżu tego miejsca. U Caliroini i Heterarthrini żyłki 2A i 3A są kompletne i połączone z żyłką 1A za pomocą ukośnej żyłki poprzecznej. U Fenusini występuje częściowy zanik żyłek 2A i 3A, wskutek czego komórka analna ma formę szypułkowatą.
Larwy są foliofagami. U Caliroini larwa ma postać gąsienicowatą lub kijankopodobną (z powiększonym tułowiem o zredukowanych odnóżach) i jest ektofagiem tj. żeruje na liściach od zewnątrz. Larwy w pozostałych dwóch plemionach to endofagi minujące liście. Mają one grzbietobrzusznie spłaszczone ciało z prognatyczną głową i zwykle zredukowanymi odnóżami.
Wiele gatunków z tej podrodziny należy do szkodników o dużym znaczeniu gospodarczym. Są to m.in.: Caliroa cerasi, Endelomyia aethiops, Fenusa dohrni, Fenusa pusilla i Fenusa ulmi.